# Аи (династија Хан)
Аи Ди, Аи или цар Сјао-аи (кин: 孝哀皇帝; пин: Xiào’āi huángdì; 27. п. н. е. Хеце — 15. август 1. п. н. е. Чанган) био је цар Кине из династије Западни Хан (7—1. п. н. е.).
Име по рођењу цара Аија било је Лију Сјин (кин: 刘欣; пин: Liú Xīn). Сходно кинеској традицији, за њега се користи постхумно име, док је сам владар користио владарска имена. Постхумно име му је управо било цар Сјао-аи, додељивано владарима вредним жаљења, по коме се у историји и наводи. Цар Аи је током своје владавине користио два владарска имена, тј. имена ере, Ђијен-пинг (кин: 建平; пин: Jìanpíng; 6—3. п. н. е.) и Јуен-шоу (кин: 元寿; пин: Yúanshòu; 3—1. п. н. е.).
Рођен је као син Лиу Канга, млађег сина цара Јуана од Хана, и његове супруге Динг. У раној младости је био принц од Дингтаоа. Како његов стриц цар Ченг није имао деце, Лију Сјин га је по његовој смрти 7. п. н. е. наследио на престолу. Владавина му је била обележена превеликим утицајем његове бабе Фу, којој је и дуговао долазак на власт и која је била уздигнута на ранг царице мајке. То је створило одређену тензију са кланом Ванг, који је био доминантан на двору претходног цара, с обзиром да је велика царица мајка Ванг Џенгђун, мајка цара Ченга, још увек била жива. Осим сукоба унутар самог двора, расла је корупција и дошло је до наметања високих пореза поданицима. Дворски министри предвођени Ши Даном (умро 3. п. н. е.), желећи да реше пробелеме јаза између богатих и сиромашних, били су поднели цару Аију следећи предлог:
Ниједан древни мудри владар није успео да успостави стабилност у друштву без увођења система поља од девет квадрата... Захваљујући овом систему, много генерација је живело у миру, али су неки моћни људи како службеници, тако и обични поданици успели да нагомилају огромно богатство и својину, док су слаби и сиромашни додатно осиромашили и ослабили... Сада дошло је време да се уведу нека општа ограничења.
Цар Аи је прихватио њихов предлог и почео да спроводи политику сијен тијен (уређивање земље). Међутим, та политика је била сувише непрактична. Она је изискивала, између осталог, да укупни земљишни посед за краљеве, племиће, службенике и обичне људе не сме бити већа од 30 ћинга (342 јутра) и да „ниједан трговац не може да стекне приватно земљиште или да се запосли у државној служби”. Ово су били неоствариви циљеви, па су они убрзо напуштени. Овакву цареву одлуку додатно је убрзало велико противљење рођака царске породице којима је стари систем доносио велику добит.
Попут својих претходника, Аи је настојао да се бави и образовним питањима, што опет није имало учинка и изазвало је само сукобе. Учењак Лију Син је настојао да Цуоове коментаре унесе у наставни програм државних школа заједно са Маоовим коментарима Класичне књиге песама, Изгубљеним обредима и Класичном књигом докумената на старом писму. Аи је њему и професорима Царског универзитета наредио да предају по овим текстовима, али су неки одбили да то учине. Лију се онда писмом обратио професорима оптуживши их за „тврдоглаво истрајавање на предрасудама и застарелим идејама, шуровање са себи сличнима и за љубомору према онима који се придржавају истине”. Други учењаци-чиновници су се разбеснели, па су оптужили Лијуа да „квари старе уредбе и омаловажава оно што су успоставили бивши цареви”. После овога Лију Син је морао да напусти престоницу и задовољи се местом намесника Хенеија. Ово је била прва расправа вођена између присталица Старих и Нових класика.
Што се спољне политике тиче, између царства Хан и народа Сјонгну владао је мир. У замену за мир цар Аи је плаћао знатне суме. Године 1. п. н. е. Сјонгнуи су добили тридесет хиљада свитака свиле, приближну количину сировина и триста седамдесет комада одеће. Неки дворски званичници радо су мислили да ће номадима љубав према раскоши доћи главе. Један изасланик је самоуверено и смело рекао њиховом поглавици:
Сада [имате] ту склоност према кинеским стварима, обичаји племена Сјонгну се мењају, Кина ће на крају успети да привуче на своју страну читав народ Сјонгну.
Пред крај владавине, нарочито после смрти своје бабе 3. п. н. е. цар Аи је дошао под снажан утицај дворског службеника Донг Сијана, за кога већина историчара верује да му је био хомосексуални љубавник. Постоји прича по којој је Аи, када се пробудио у кревету поред Донг Сијана, видео да му се рукав заглавио испод њега. Не желивши да га пробуди, Аи је одсекао рукав. Због тога се дуансију џи пи (дословно фетиш одрезаног рукава) у кинеском користи као погрдан израз за хомосексуалност. Тај младић скромног порекла је, обасипан царевим почастима, вртоглаво је узнапредовао у хијерархији царске администрације дошавши на крају до положаја врховног команданта. Царевим почастима је била обасипана и Донг Сијанова породица и родбина. Они који се нису слагали са оваквим царевим поступцима, попут старешине царског секретаријата Ванг Ђија, били су погубљени или натерани на самоубиство. Нови старешина царског секретаријата постао је управо Донг Сијан. Како се цар и његов миљеник нису уопште бавили државним пословима, дошло је до још већег погоршања стања у земљи.
Цар Аи је изненада умро 15. августа 1. п. н. е. у својој престоници Чангану. Имао је једну супругу, царицу Фу, коју је занемаривао, тако да није имао деце. Услед такве ситуације, Аи је изразио жељу да га Донг Сијан наследи на престолу. Међутим, старешина царског секретаријата се у новонасталој политичкој ситуацији није снашао и дворски великодостојници окупљени око велике царице мајке Ванг Џенгђун су обезвредили цареву жељу. Престо је био дат Аиевом рођаку Пингу, коме је због малолетности за регента постављен Ванг Манг. Донг Сијан је са супругом затим затворен и натеран на самоубиство.
Владавина цара Аија имала је фаталан исход за династију Западни Хан. Незадовољство његовим поступцима утрло је пут Ванг Манговом преузимању власти, што ће довести до пада исте те династије и оснивања династије Син. Цар Аи је последњи цар династије Западни Хан који је владао самостално.